# Charles K. Kao
Sir Charles Kuen Kao GBM KBE FRS FREng (født 4. november 1933, død 23. september 2018) var en fysiker og elektroingeniør, der var pioner inden for udviklingen og anvendelsen af optiske fibre til telekommunikation. I 1960'erne skabte Kao forskellige metoder til at kombinerer glasfibre med lasere for at kunne sende digital data, hvilket lagde grunden til udviklingen af internettet.
Kao var kendt som "Godfather of Broadband" ("Gudfar til Bredbånd"), "Father of Fiber Optics" ("Fader til Fiberoptik"), og "Father of Fiber Optic Communications" ("Fader til Fiberoptik-kommunikation"). I 2009 modtog han nobelprisen i fysik for "banebrydende præstationer angående transmission af lys i fibre til optisk kommunikation".
Kao blev født i Shanghai, og boede i Hong Kong men havde også statsborgerskab i Storbritannien og USA.